# Heiko Reski
Heiko Reski (* 22. August 1963) ist ein ehemaliger deutscher Weit- und Dreispringer.

## Werdegang
Reski, der Elektrotechnik studierte, stellte mit 16,08 Metern einen Hamburger Landesrekord im Dreisprung auf. Anfang 1986 wechselte er von der LG Hammer Park zum TSV Bayer 04 Leverkusen. 1987 wurde er bei den Deutschen Meisterschaften Zweiter im Weitsprung, 1988 erreichte er den dritten Rang. Beide Medaillen gewann Reski in den Farben von Bayer Leverkusen. 1990 wiederholte er den dritten Platz bei den Deutschen Meisterschaften, inzwischen als Mitglied des TV Wattenscheid.
Reski nahm 1987 an den Weltmeisterschaften teil, erreichte das Finale und wurde dort Zehnter.
Seine persönliche Bestleistung im Weitsprung (8,13 Meter) stellte Reski im September 1987 in Gelnhausen und im Dreisprung (16,52 Meter) im Mai 1986 in Düsseldorf auf.